# Gobert
A Gobert a germán eredetű Godbert, Gottbert alakváltozata. Ezek elemeinek jelentése isten + fényes, híres.

## Gyakorisága
Az 1990-es években szórványos név, a 2000-es években nem szerepel a 100 leggyakoribb férfinév között.

## Névnapok
- január 26.[2]